# Характерный актёр
Хара́ктерный актёр и хара́ктерная актриса (англ. character actor, фр. caractère от греч. χαρακτήρ «отпечаток, своеобразие») — актёр, исполняющий роли, отмеченные ярко выраженным сословным, бытовым, внешним своеобразием, актёр с резко выраженным амплуа.
Более лаконично суть термина определяет «Энциклопедия Британника», согласно которой характерный актёр — это актёр, играющий яркие роли.

## Из истории театра
В XVIII веке различали актёров, игравших характерные и полухарактерные (demi-caractère) роли в комедиях, мещанских драмах и мелодрамах (трагедия требовала возвышенно-отвлеченной, внебытовой манеры игры). Развитие реалистических тенденций в европейском театре XIX века привело к необходимости ставить любой персонаж в связь со средой, эпохой, общественным бытом. Актёры, стремясь к художественной правде, искали во всех изображаемых ими типах черты социальной, исторической, бытовой характерности. Среди крупнейших русских характерных актёров конца XVIII — начала XIX веков следует выделить А. М. Крутицкого, С. Н. Сандунова, А. Е. Пономарёва, А. А. Померанцеву и других. М. С. Щепкин характерен в трагедийной роли Барона («Скупой рыцарь» А. С. Пушкина) , В. В. Самойлов — в роли короля Лира. Л. П. Никулина-Косицкая — в роли Катерины («Гроза»). Во всех этих случаях характерность была не только внешней, но и внутренней: она окрашивала собой психологию персонажа, его устремления и чувства. А. Е. Мартынов в «характерной» роли Тихона («Гроза») и П. М. Садовский в роли Любима Торцова («Бедность не порок») и другие, выходили за рамки этого амплуа, углубляли свою игру до трагического звучания. Реализм, по сути дела, ликвидировал это амплуа, и в этом смысле К. С. Станиславский говорил, что характерность должна присутствовать в каждом образе, в том числе — героя и любовника. В современном театре понятие характерный актёр применяется зачастую лишь для того, чтобы подчеркнуть доминирующую особенность творческой индивидуальности актёра.

## В кинематографе
Американскими кинокритиками зачастую отмечается, что характерные актёры всегда являются второстепенными персонажами. Профессор Айра Кёнигсберг так определяет характерного актёра в Полном кинематографическом словаре: «Характерный актёр — это артист, который специализируется на второстепенных ролях ярко выраженного и, зачастую, юмористического содержания». Как отмечает известный американский кинокритик Дэвид Томсон (англ.), характерный актёр может играть какую угодно роль в фильме, за исключением главной. Диапазон подобных ролей для характерного актёра, согласно Томсону, начинается с ролей основных действующих лиц (при этом не являющихся решающими, ключевыми персонажами) и заканчивается ролями а-ля «появился в кадре и сразу пал замертво» (в американской кинокритике подобных персонажей принято называть «краснорубашечниками»).
Немецкий киновед Рудольф Арнхейм противопоставляет характерного актёра актёру героических ролей, так как характерный актёр, по мнению Арнхайма, воплощает своего персонажа таким, какой он есть, в то время как актёр героических ролей воплощает персонажа таким, каким его хотелось бы видеть зрителям. Как отмечает американский комедийный актёр Бен Штейн, характерный актёр — это нечто из разряда того, чему вас не научат в юридическом вузе.

### Карьера характерного актёра
Театральный и кинокритик Майкл Андерегг отмечает существующую разницу между характерным актёром и кино- или теле звездой, которая заключается в том, что актёр воплощает ту или иную роль, в то время как звезда воплощает себя в той или иной роли.
Есть несколько причин, почему многие актёры выбирают характерные роли. Гораздо проще пройти кастинг на роль второго плана, нежели получить ведущую роль в фильме или сериале. В большинстве фильмов есть только от одного до трёх главных героев, а второплановых характерных обычно больше.
Также важен типаж актёра, по которому он и получает роль: актёры Деннис Хоппер и Стив Бушеми достигли известности, играя массу ролей злодеев в кино, а Джейн Линч, Мелисса Маккарти, Лиза Кудроу и Клорис Личмен стали известны по ролям эксцентричных женщин. Такими характерными актерами являются например Апарна Нанчерла, Пола Паундстоун, Николь Байер, Эми Седарис, Дэвид Л. Лэндер, Кейт Флэннери, Дэна Снайдер, Ана Гастейер, Айо Эдебири, Билл Фагербакки, Мелора Хардин, Годфри Дэмчия, Антониетта Сполар например данные актёры не имели главных ролей, и больше отличаются амплуа, это отражается и в карьерах характерных актёров, озвучивших мультфильмы.

### Путь к ведущим ролям
Некоторые актёры, которые начинали с характерных ролей, достигли в конечном итоге славы по главным ролям. К ним можно отнести Кэти Бэйтс, которая сыграла свою первую главную роль в 1990 году в фильме «Мизери» и после этого получила ещё пару главных ролей, а также вернулась в статус актрисы эпизода. Роман Мадянов, Вупи Голдберг, Фрэн Дрешер, Анджела Лэнсбери, Хит Леджер, Фелисити Хаффман, Дэвид Кэррадайн, Шон Коннери, Лесли-Энн Даун, Кристофер Ллойд, Уильям Х. Мэйси, Мерил Стрип, Дональд Сазерленд, Джоди Фостер, Дана Дилейни, Мэгги Смит, Тим Рот, Лоренс Оливье также в разные годы после характерных ролей добивались успеха, играя ведущие роли.